# Lapònia
|  | Aquest article tracta sobre la nació dels samis. Vegeu-ne altres significats a «Lapònia (desambiguació)». |

La Lapònia (terme avui entès com molt despectiu pels seus habitants; en algunes de les llengües sami Sameadnäm, Са̄а̄ьмьяннамь; Sääʹmjânnam, Sábmie, Säämi o sobretot estès com a Sápmi) és una regió cultural tradicionalment habitada pel poble sami. Conforma una regió boreal europea, situada al nord de la península Escandinava (al nord de Noruega i Suècia), al nord de Finlàndia i al nord de la península de Kola a Rússia. Al nord limita amb el mar de Barentsz, a l'oest amb el mar de Noruega i a l'est amb el mar Blanc.
La part més important de la Lapònia es troba més prop del cercle polar àrtic, i de fet en aquest país es troba el cap més septentrional d'Europa, el cap Nord. El terreny és majoritàriament muntanyós i el clima és molt fred, amb temperatures sota 0 °C gran part de l'any.
Els samis, des de finals del segle xx, gaudeixen d'una cert reconeixement en la majoria dels territoris on habiten: des del 1973 fou creat a Finlàndia el primer parlament sami, iniciativa que fou seguida per Noruega el 1989 i Suècia el 1993. Tanmateix, els samis tan sols representen un 5% de la població total de la Lapònia, i les poblacions més grans es troben a Noruega i a Rússia.

## Etimologia
El terme català «Lapònia» no té res a veure amb el topònim original d'aquest territori. L'origen del mot, que actualment els seus habitants consideren pejoratiu i denigrant, segons alguns estudis es remunta al segle xviii, quan el suec Johannes Schefferus va batejar la regió amb la paraula sueca de löpaland (en català, 'terra de córrer').
Malgrat que encara és prou acceptat acadèmicament i històrica, el concepte suec lapp i el seu derivat lappmössa, s'utilitzen per descriure un tros de roba per apedaçar. Això té connotacions directes a la pobresa i a una aparença espellifada i de captaire dels samis que, consegüentment, els ha comportat una caricaturització com a societat ximple i ruralment subdesenvolupada. Hi ha estudis que situen aquest ús despectiu fins i tot al segle xvi o abans, per tant dos-cents anys abans de la nomenclatura atribuïda a Schefferus. També és el cas del finès fjellfinn i el derivat fjellfinnhua, que també s'usen per anomenar als samis però que a dia d'avui els locals entenen al mateix nivell que els malnoms nigger o nigga ('negret').
El terme original Sápmi —en sami septentrional, que és la més parlada de les llengües sami— es refereix tant a la terra sami com al poble sami i és el preferit per aquest grup humà. L'origen del mot es creu que prové de l'antiga paraula bàltica žēmē, que simplement significa 'terra'. En altres de les llengües sami que romanen vives (tot i que críticament minoritzades i en perill sever d'extinció), aquest territori rep altres noms. És el cas del sami de Lule (Sábme) o el del sami meridional (Saemie).
De fet, es creu que l'origen del topònim finès de Finlàndia, Suomi, té el mateix origen sami. A Suècia i Noruega també s'utilitza sovint el terme de Sameland per a referir-se a aquest territori.

## Geografia

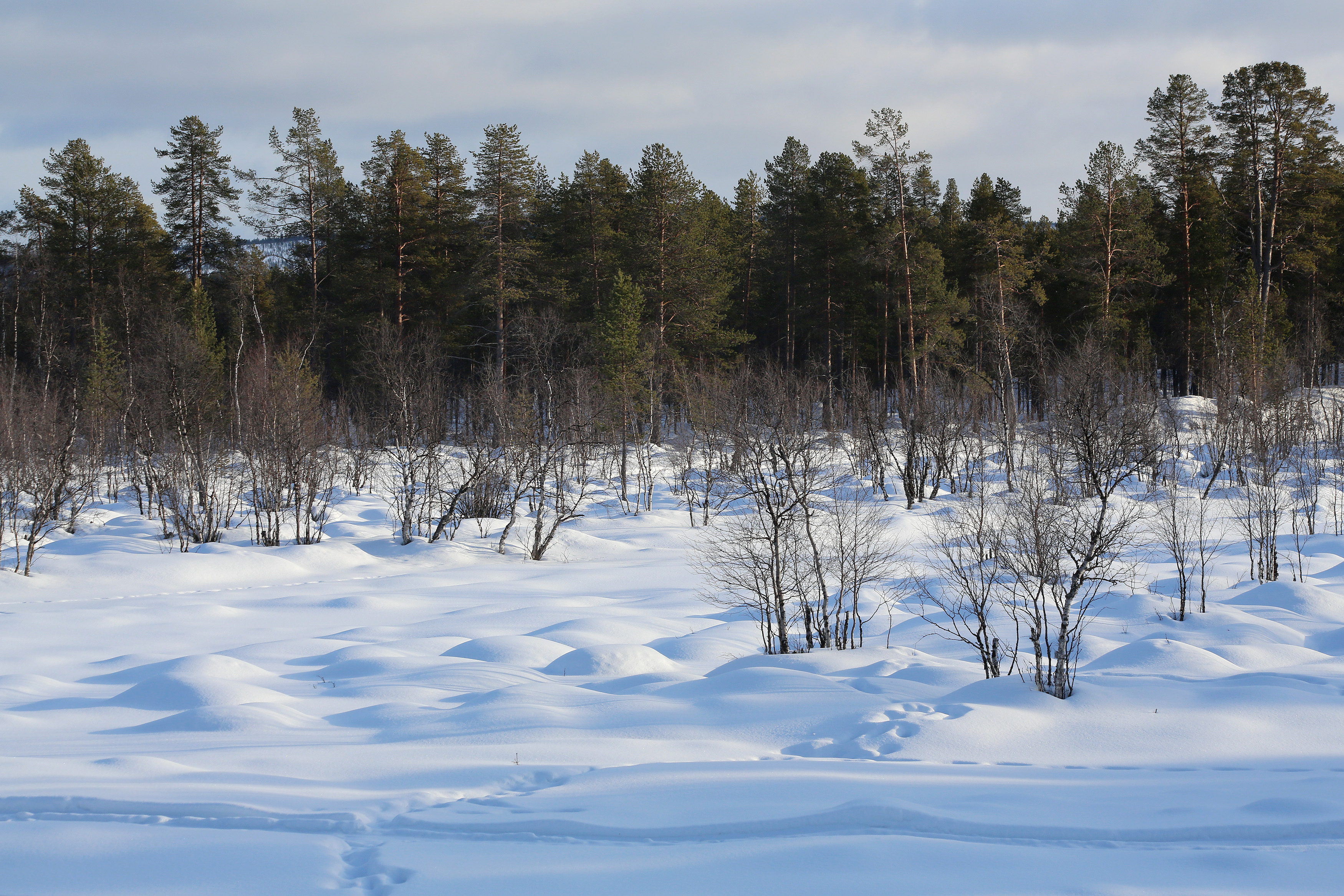
Boscos de coníferes prop d'Aanaar, a la Lapònia finlandesa

Els límits de la Lapònia són difusos, però, d'una forma aproximada, hom coincideix a situar-los en el territori actualment habitat pels samis: la meitat septentrional de Noruega i Suècia, les terres de Finlàndia situades per damunt del cercle polar àrtic, i la península de Kola (Rússia).
Les muntanyes, d'origen caledonià, són molt erosionades i la costa és seccionada per llargs i profunds fiords. Hi abunden els llacs morènics (Inari). Els rius que flueixen a la mar de Noruega i a l'oceà Àrtic són de curs breu i ràpid, mentre que els de la Bàltica són més llargs i cabalosos (Kemi, Muonio), i són rics en salmons i truites.

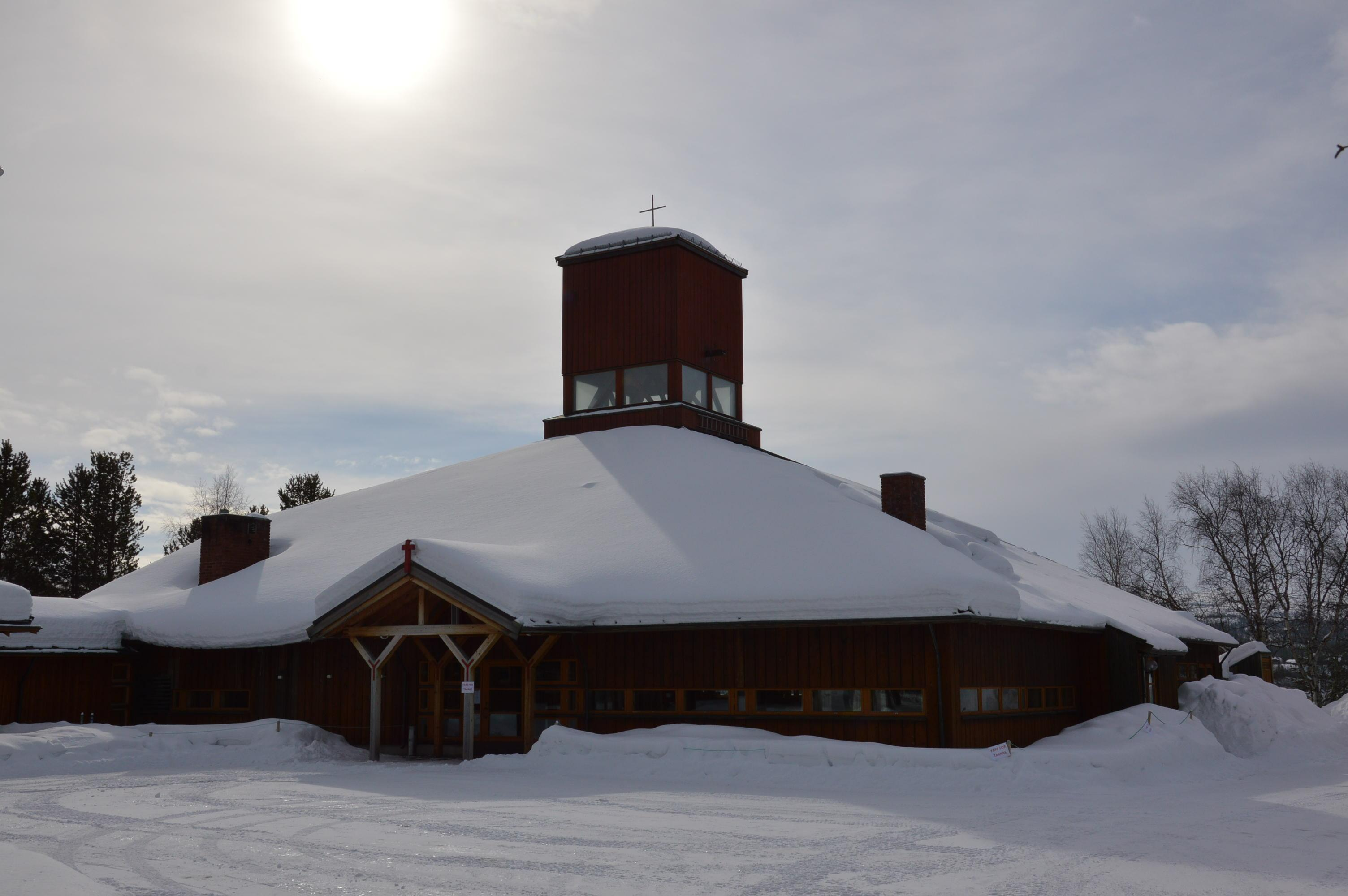
L'església de Kárášjohka, on el gener del 1886 s'hi va registrar la temperatura més baixa de la Lapònia i de Noruega, de -51,4 °C

El nord és cobert de tundra, i el sud, de bosc de coníferes (taigà). Només a les valls conreables (on es cultiven patates, farratge i algun ramat de bovins) hi ha establiments permanents, com també als centres miners i comercials. La fauna consisteix principalment en el ren, l'os bru, el golut, la llebre polar, la guineu àrtica, el llop, el lèmming i les aus (àguila marina), a més d'una gran varietat d'insectes al curt estiu.

### Clima
El clima és subàrtic, amb temperatures sota 0 °C durant sis o set mesos; l'hivern és llarg, i durant tres mesos el sol és per sota de l'horitzó; l'estiu és curt, i el sol lluu contínuament de maig a mitjan juliol. Les precipitacions són moderades, però la neu cobreix el sòl alguns mesos.

Les temperatures a la Lapònia durant l'any varien de -35 °C a les zones interiors a +15 °C a les zones costaneres. El corrent del Golf fa que a la costa les temperatures siguin relativament suaus a l'hivern, amb un mar que no es gela mai i lliure d'icebergs malgrat la latitud. Les "bones" condicions climatològiques tenint en compte la latitud permeteren la fundació d'Hammerfest, la ciutat més septentrional d'Europa. 

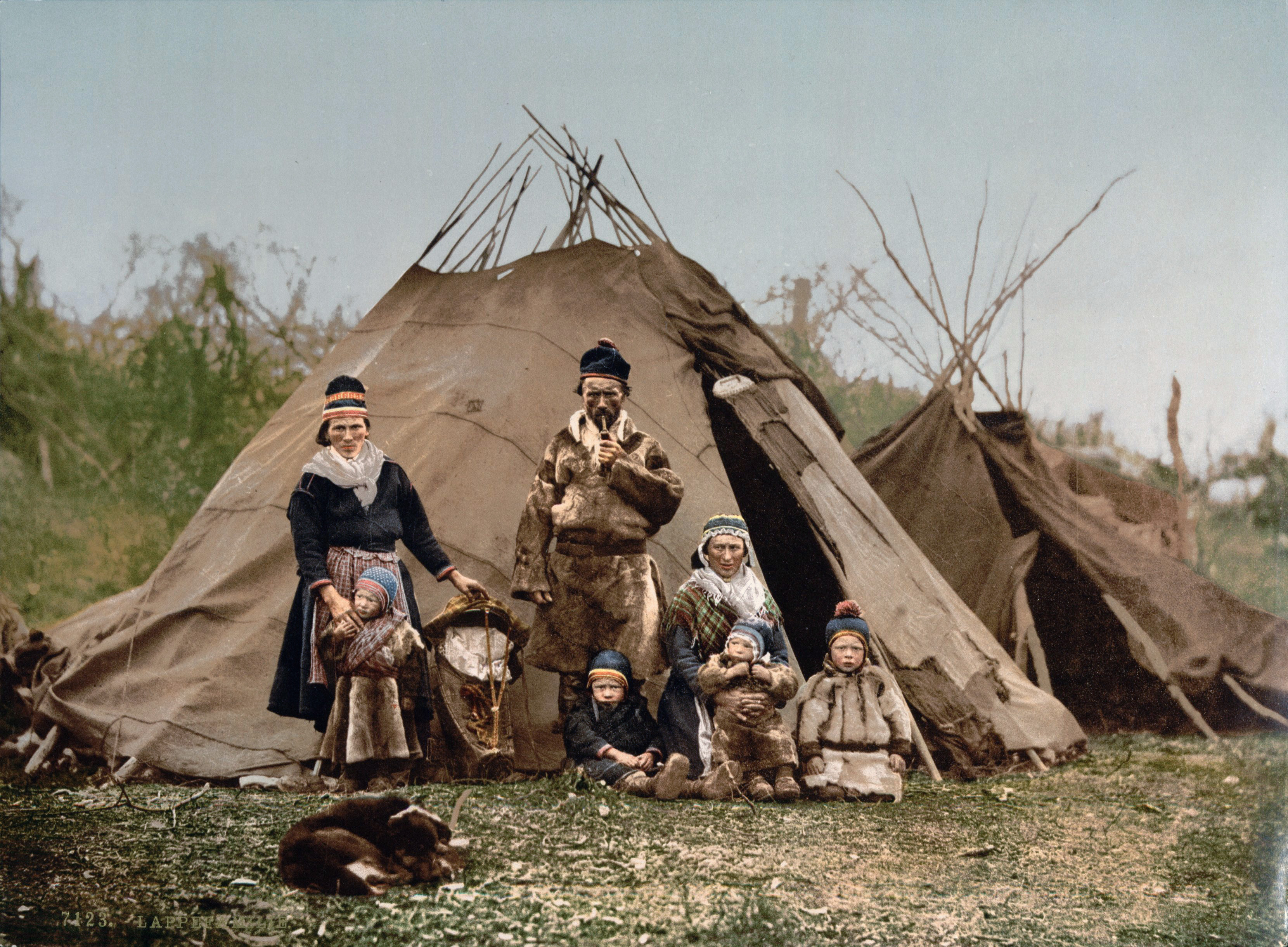
Família sami al voltant del 1900

## Història
Els samis ocuparen la major part de Finlàndia als primers segles de l'era cristiana. A la fi de l'època medieval llur hàbitat era molt ampli. S'anaren estenent progressivament cap al sud-oest per les muntanyes sueconoruegues (Jämtland al segle xvi, Härjedalen al XVII, Dalarn al xviii). Des de l'alta edat mitjana (del segle xiv al xviii) foren fortament explotats per una espècie d'associació de mercaders suecs i noruecs anomenats birkarlar. Resistiren a la cristianització durant tota l'edat mitjana, fins que (a partir del s. XVII, fins al XIX) foren evangelitzats per missioners russos i escandinaus.
En ser envaït el seu país per colons suecs i noruecs, s'hagueren de retirar forçosament a les àrees que ocupen actualment i fou empresa una activa política d'assimilació que, als països escandinaus, no acabà fins després de la Segona Guerra Mundial.

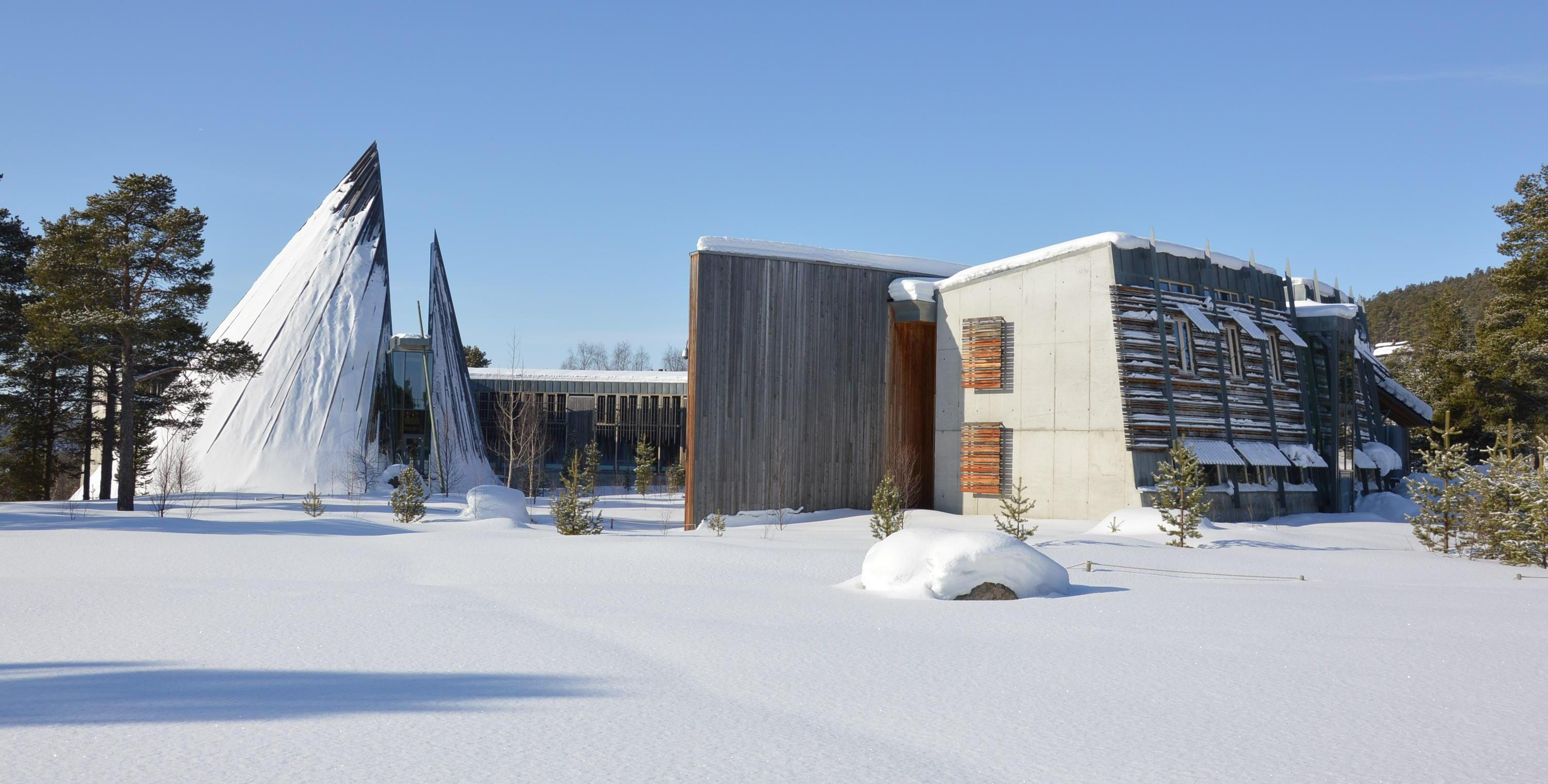
El Parlament Sami de Noruega (Sámediggi)

El 1956 fou establert el Consell Nòrdic Sami, destinat a promoure la cultura i la cooperació entre els pobles samis als estats escandinaus. El 1973 fou creat a Finlàndia el primer parlament sami, per bé que amb funcions únicament consultives, iniciativa que fou seguida per Noruega (1989) i Suècia (1993), amb la inauguració de cambres amb poders limitats.
A més de la lluita per a la conservació i la promoció de la llengua (per a la qual hom ha assolit una cooficialitat limitada a Noruega), els principals motius de conflicte amb les autoritats se centren en la reclamació de terres i en els enfrontaments entre els ramaders de rens samis i les companyies mineres o forestals. A la península de Kola els samis han estat sotmesos, en general, a l'assimilació forçosa tant pel govern tsarista com pel soviètic, i actualment no gaudeixen de cap reconeixement.

## Economia

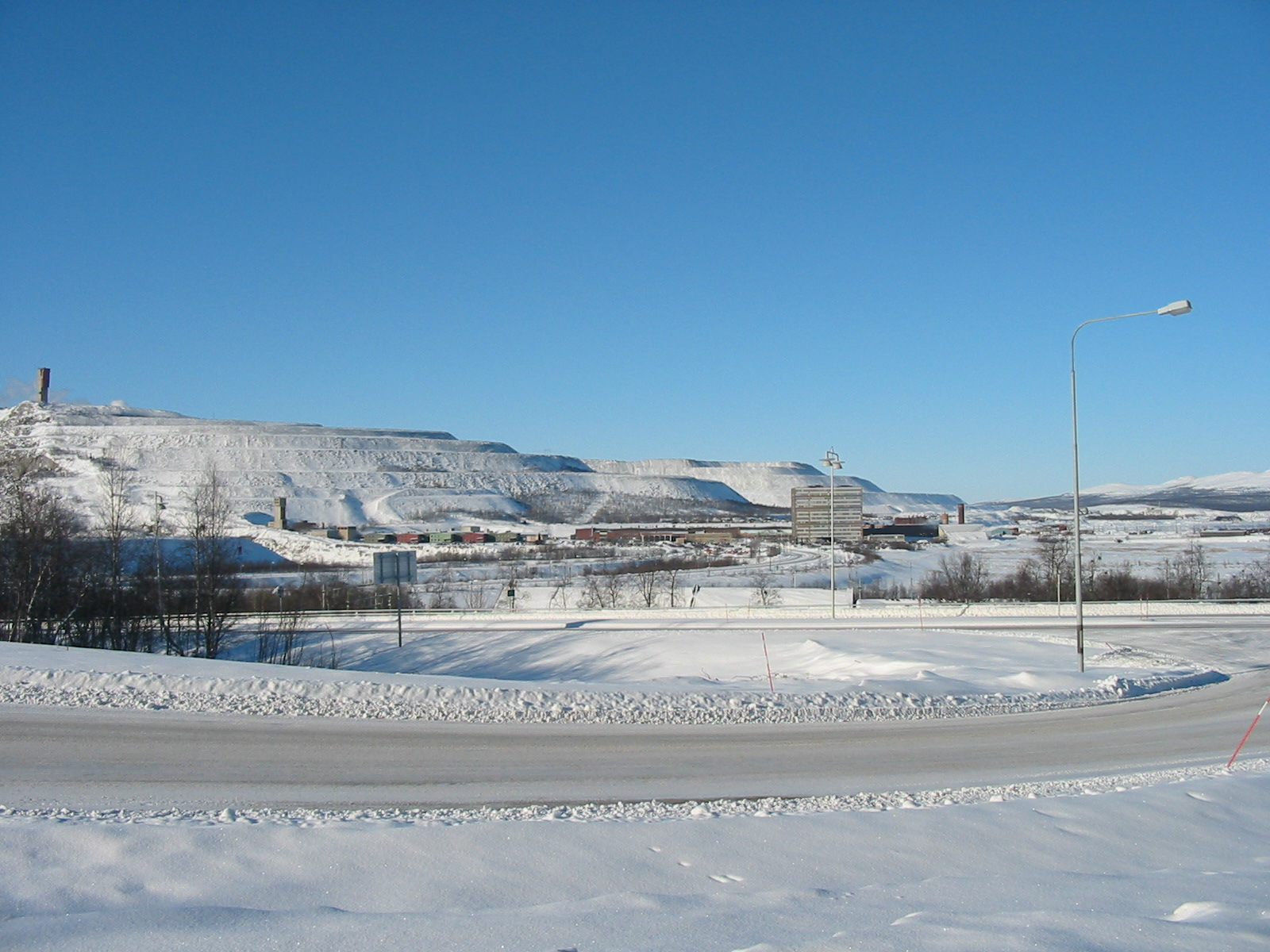
Mines de ferro de Kiruna

El principal recurs de la regió són els jaciments de ferro (reserves de 3.000 milions de tones) de les muntanyes de Kirunavaara i Luosaavaara, a Suècia, principalment els de Kiruna i Malmbergat; el mineral té un alt contingut de ferro i és transportat per ferrocarril al port de Narvik (Noruega) per a l'exportació o és usat en la indústria metal·lúrgica de Luleå (Suècia). També hi ha mines de níquel. La construcció de noves carreteres ha donat lloc a un turisme considerable.

## Geografia humana

### Demografia
El nombre aproximat de persones que viuen a la Lapònia és d'uns 2 milions de persones, tot i que és difícil donar el nombre exacte d'habitants, ja que certes comarques i províncies no són part totalment de la regió. També és bastant difícil donar xifres de la distribució dels grups ètnics, ja que moltes persones tenen identitats ètniques dobles.

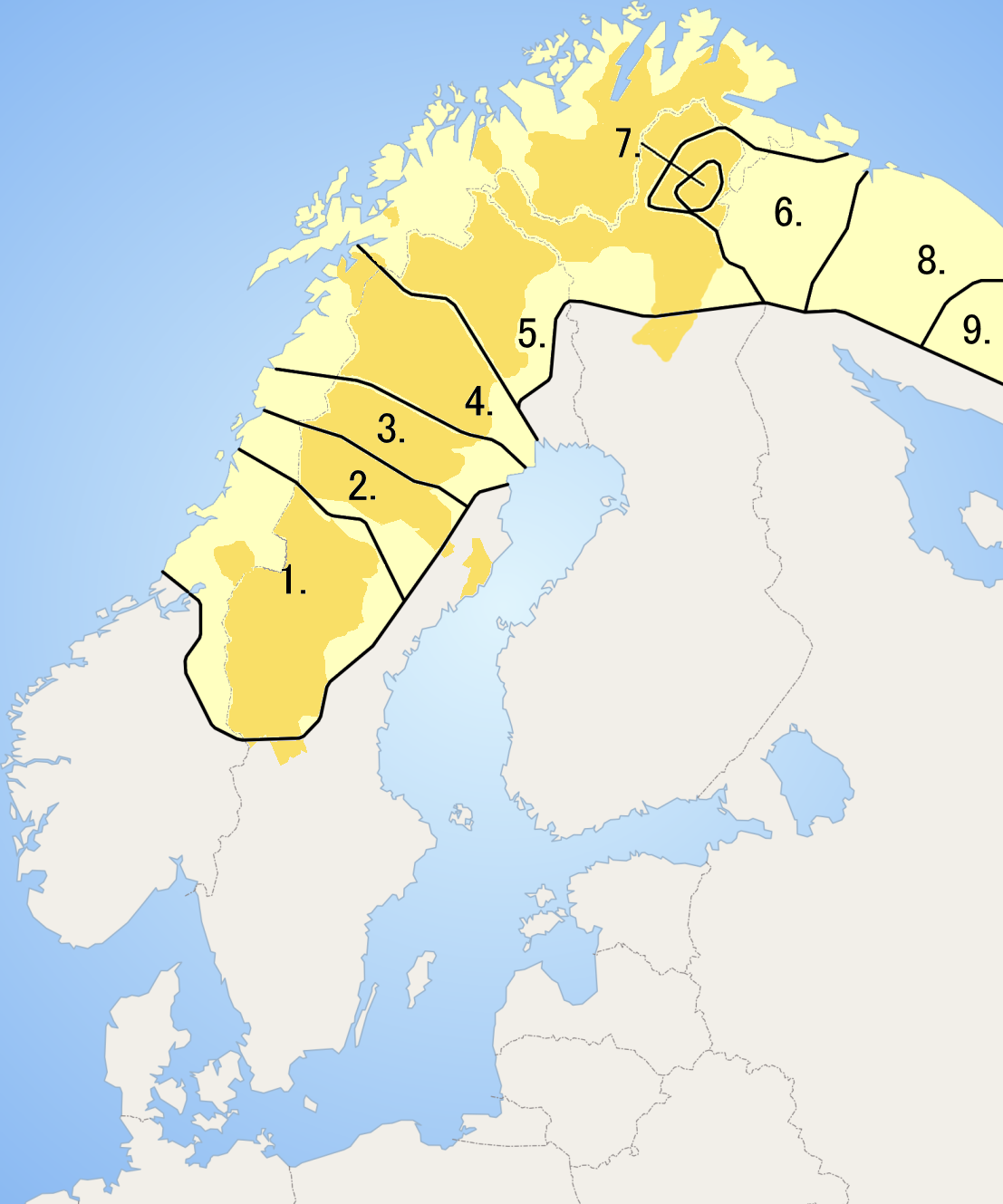
Mapa del domini lingüístic de les llengües samis (vegeu el text per a l'explicació dels números)

Es calcula que la població sami a la Lapònia és d'entre 80.000 i 100.000 habitants, molts dels quals viuen en àrees fora de la Lapònia, com Trondheim, Oulu, Oslo, Estocolm i Hèlsinki. Altres han emigrat cap al Canadà i els Estats Units. Molts samis s'han assentat a la zona nord de Minnesota. Actualment, però, els samis són una minoria a la Lapònia, habitada principalment per russos (900.000), noruecs (850.000), suecs (700.000) i finesos (14.000). Representen un 5% de la població total.

### Llengües
Les anomenades llengües samis són els idiomes propis i tradicionals de la Lapònia, però actualment força minoritaris. Pertanyen a la família de llengües uralianes, i estan estretament relacionades amb les llengües baltofineses. Moltes llengües samis són inintel·ligibles entre si, però les llengües originàriament formaven un dialecte continu que s'estenia de nord a sud. La llengua sami més parlada és el sami septentrional.
El mapa de la dreta mostra el domini lingüístic de les llengües samis. Les zones de groc fosc són els municipis que reconeixen el sami com a idioma oficial. 1. Sud (Åarjil) Sami, 2. Ume (Upme) Sami, 3. Pite (Bitthun) Sami, 4. Lule (Julev) sami, 5. Septentrional (Davvi) sami, 6. skolt, 7. Inari (ánár) sami, 8. Kildin sami, 9 Ter sami. D'aquests idiomes el septentrional és, de molt, el més important, mentre que els Ume, Pite i Ter són gairebé extints. El sami de Kemi s'ha extingit.

## Cultura
Els habitants tradicionals de la Lapònia són els samis, un poble de llengua ugrofinesa d'origen incert el qual se suposa que és anterior als grups finesos. És possible que, en arribar aquests darrers, els lapons adoptessin una llengua pertanyent a la branca occidental del tronc finoúgric, el saami. Els samis eran xamanistes i combinaven la vida nòmada de pastors amb el sedentarisme en poblats durant l'hivern. La progressiva pèrdua de terra, que passà a mans de finesos, suecs i noruecs, feu que cap al segle xviii els ramats de rens fossin l'única font de subsistència dels samis. Al segle xx es produeix el desvetllament de la consciència nacional dels samis. A més, els països escandinaus promouen mesures de protecció per a la preservació de la cultura sami. En aquest sentit cal destacar la celebració, des del 1972, del Festival Sami de Pasqua, on tenen lloc nombroses actuacions de grups de música popular.

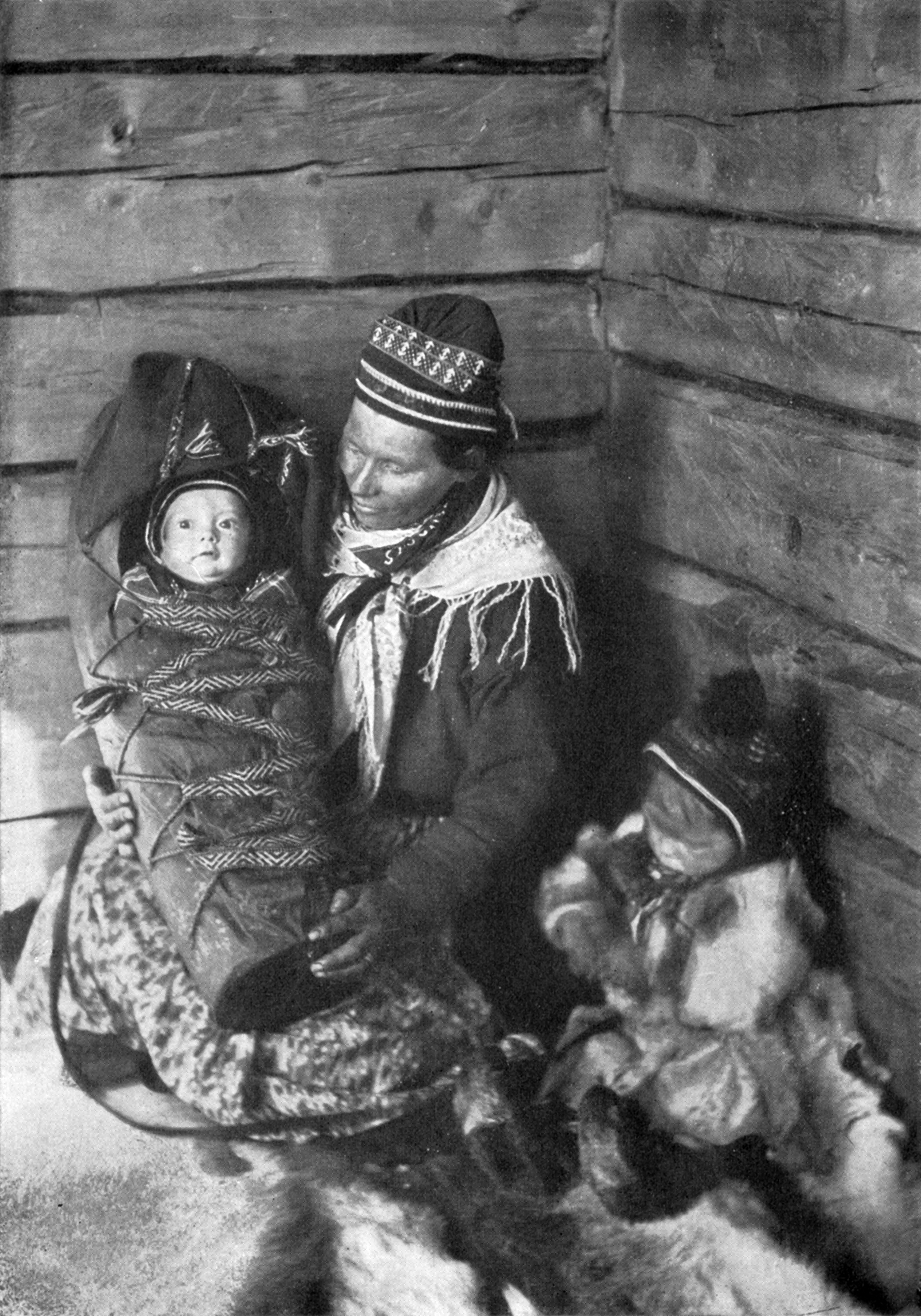
Samis el 1917

La música sami tradicional estava molt centrada en les pràctiques xamàniques, que sofriren una forta davallada durant el procés de cristianització, iniciat al segle xvi. A partir de llavors començà una repressió d'aquestes pràctiques i se sap que, per exemple, es cremaren instruments relacionats amb els rituals, com ara el tambor del nåide (xaman). A més, els missioners prohibiren tota mena de cançons, tant les relacionades amb els rituals xamànics com la resta, mesura amb què es volien suprimir les creences no cristianes, ja que segons els samis, el seu poble havia après el cant dels uldas, éssers que habitaven els boscos, llacs i penya-segats. Els cants xamànics eren tan importants dins la societat sami que les seves característiques musicals passaren a gèneres de cançons diferents interpretats en altres ocasions. El juoi'gat (cant a l'estil xamànic) és un cant per a solista, sense acompanyament instrumental, que fou descrit pels missioners i visitants a partir del segle xvii. A causa de les prohibicions, sobrevisqué precàriament al llarg del temps, fins que al segle xx, amb el desvetllament de la consciència nacional, fou recuperat i originà nous estils musicals, com ara els juoigos. Aquesta mena de cant té un peculiar timbre de veu, forçat i tens, a base de cops de glotis. Usa l'ornamentació, especialment l'appoggiatura, el glissando -fins i tot amb canvi de direcció melòdica- i intervals preferentment disjunts amb breus escapades ornamentals. El desenvolupament formal és articulat en dues, quatre, sis o més frases de la mateixa durada, però melòdicament diferents entre si, que es repeteixen entre tres i sis vegades, a base de variants melòdiques, que segueixen un sistema de repeticions establert durant l'execució, tot donant lloc al que s'ha anomenat "cançó de cadena". La majoria dels cants es basen en modes pentatònics anhemitònics. L'organització rítmica és molt variada, amb una pulsació bàsica divisible en dues o tres parts i també agrupable en metres simples, compostos o de temps desigual. El text és eminentment sil·làbic, amb una gran presència de síl·labes sense significat o d'interjeccions que se suposa que tenen origen en el repertori de cants xamànics.
Les melodies dels juoigos que s'han conservat s'agrupen en quatre categories segons llur contingut literari. Hi ha descripcions de paisatges naturals, animals, persones i els seus costums i oficis, i dels objectes introduïts pel progrés tècnic. Molts dels cants estan associats a les activitats quotidianes de la comunitat, com ara la cacera o la pesca. Els canvis en les formes de vida i la consegüent desaparició dels antics costums han comportat la pèrdua d'una part molt important d'aquest repertori.

## Política

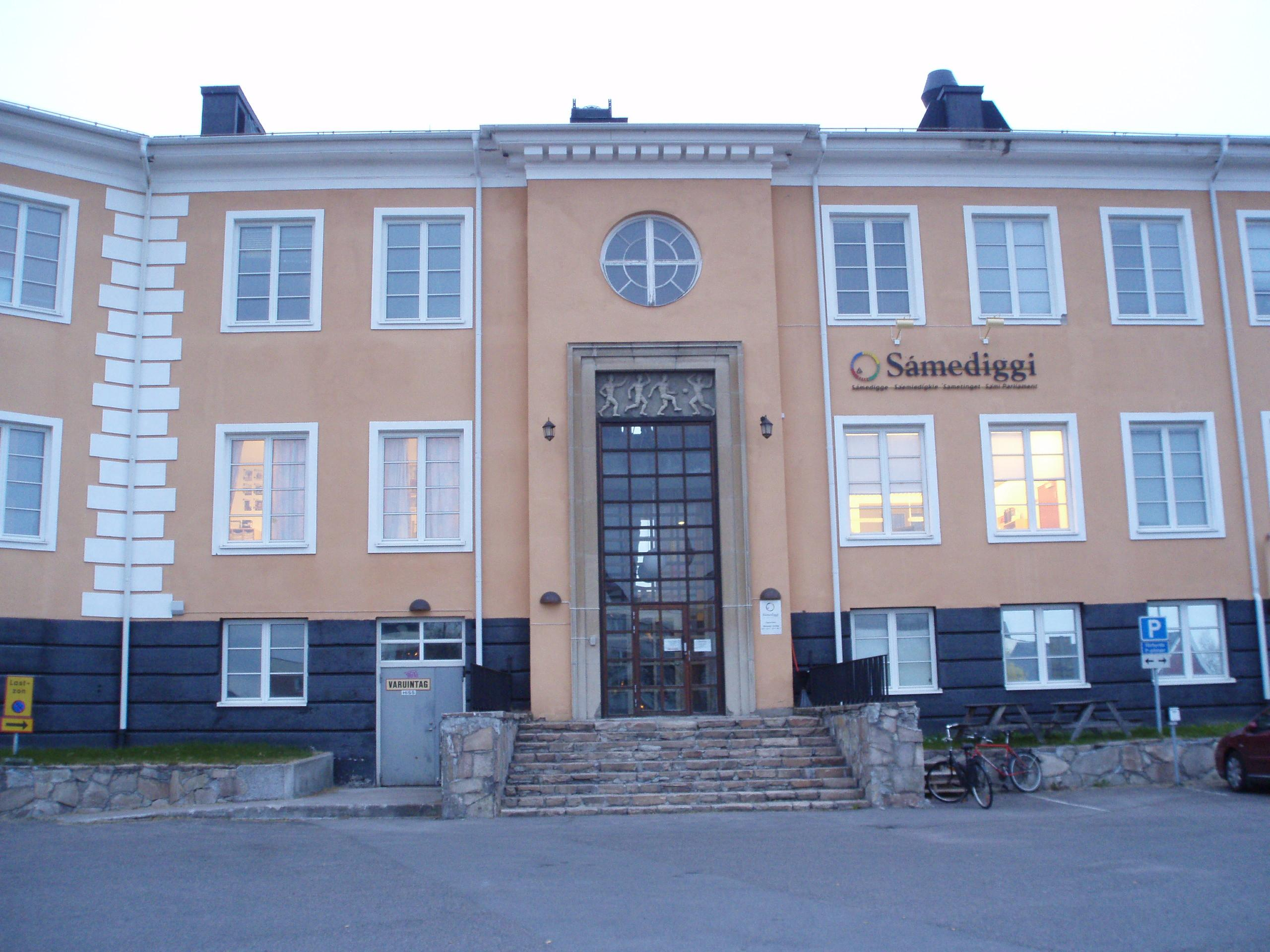
El Parlament Sami de Suècia

Noruega, Finlàndia i Suècia tenen parlaments samis que participen, en diversos graus, en el govern de la regió, encara que la majoria només tenen autoritat sobre els assumptes dels ciutadans samis dels estats en què s'ubiquen. A Rússia els samis no tenen cap representació.
Tots els ciutadans de Noruega registrats com a samis tenen dret a vot a les eleccions al Parlament Sami de Noruega. Les eleccions se celebren cada quatre anys per vot directe dels 13 districtes que abasta tot Noruega (12 dels quals són a la Lapònia). El Parlament Sami de Noruega és el que té més influència sobre la Lapònia que tots els altres parlaments samis, ja que està implicat en l'autonomia establerta pel parlament de Finnmárku. Aquest parlament se situa a Kárášjohka i el seu actual president és Egil Olli, del Partit Laborista Noruec.
El Parlament Sami de Suècia, situat a Giron, és triat pel vot general en el qual tots els ciutadans samis registrats a Suècia podran assistir-hi. El president actual n'és Lars-Anders Baer.
La votació per a les eleccions al Parlament Sami de Finlàndia està limitada als habitants del domicili de l'àrea nord de la província de Lapònia. El parlament es troba a Aanaar, i el seu actual president és Pekka Aikio.

## Esports
La Lapònia té la seva pròpia selecció de futbol, la Selecció de Futbol de Lapònia. És un membre de ConIFA i va ser l'amfitrió del la Copa ConIFA Mundial de Futbol 2014. La selecció sami va guanyar la Copa Mundial VIVA 2006 i va ser seu de l'esdeveniment el 2008.